# Pamodřín líbezný
Pamodřín líbezný (Pseudolarix amabilis) je čínský opadavý jehličnan. Patří do monotypického rodu pamodřín, který je zařazen do podčeledě jedlových (Abietoideae) v čeledi borovicovitých.

## Výskyt
Nejstarší fosilní nálezy pamodřínu pocházejí z oblastí východní a západní Sibiře z doby svrchní křídy (asi před 95 mil. lety) a z období paleocénu (asi před 60 mil. lety) ze Špicberků, Evropy a Střední Asie.
Jeho místem současného výskytu je jihovýchodní Čína, kde se dosud přirozeně vyskytuje v provinciích Fu-ťien, Če-ťiang, Chu-nan a Ťiang-si, v oblastech s mírným až teplým, vlhkým klimatem bez období sucha. Nachází se v nadmořských výškách 100 až 1000 m, výjimečně i 1500 m. Je součástí stálezelených nebo opadavých smíšených lesů. Evropa byla o pamodřínu informována až v roce 1853 skotským botanikem Robertem Fortune, který ho popsal jako strom až 40 m vysoký s průměrem kmene okolo 150 cm. V České republice se pamodřín pěstuje vzácně jako okrasná dřevina či v arboretech.

## Popis
Jsou to opadavé stromy vysoké až 40 m a jejich rovný, štíhlý kmen mívá výčetní tloušťku okolo 150 cm. Drsná, šupinatá šedohnědá kůra se u starších jedinců odlupuje. Kónická nebo kupolovitá otevřená koruna je široce klenutá a často nepravidelná. Větvičky jsou dvoutvaré. Dlouhé větvičky rostou až 2 roky a mají paprskovitě odstávající jehlice seřazené do spirál, krátké se vyvíjejí s axiálních pupenů na dlouhých větvičkách a jehlice na jejich koncích jsou uspořádané ve zdánlivých přeslenech po 10 až 30. Většina krátkých větviček nedorůstá do délky větší než 3,5 cm. Zploštělé, mírně zakřivené ohebné jehlice jsou zelené, před opadem získají zlatožlutou barvu. Tvar mají úzce čárkovitý, obkopinatý, dlouhé bývají 2,5 až 5,5 cm a široké 2 až 4 mm. Jsou rozděleny středním žebrem (cévním svazkem), po okrajích mají většinou 2 nebo 3 pryskyřičné kanálky.
Rozmnožovací šištice vyrůstají na koncích krátkých větviček. Samčí šištice jsou sdruženy v okolíkatých svazcích po 10 až 25. Samičí jsou vejčitě kulovité, barvy zelené nebo purpurově zelené, vyrůstají na krátkých stopkách jednotlivě, vzpřímeně. Bývají vysoké od 5 do 7,5 cm a široké od 4 do 5 cm. Semenné šupiny jsou vejčitě kopinaté, deltoidní nebo vejčité, tlusté a dřevnaté, mají po 2 vajíčkách. Vyvíjejí se a dozrávají v jednom roce, při dozrávání semen získávají šišky barvu červenohnědou a postupně se rozpadávají. Semena jsou bílá, vejčitá, asi 2,5 cm dlouhá se žlutavým blanitým křidélkem.

## Využití
V minulosti se využívalo rovné, pevné dřevo pamodřínu na stavby mostů, chrámů, lodí a zhotovoval se z něho nábytek. V současnosti je jeho průmyslové využití ukončeno a dřevina má čistě vědecký a estetický význam. Je to nádherný okrasný strom s atraktivní korunou a hlavně se zlatou barvou na podzim. V Číně se snaží v lesních školkách vypěstovat dostatek sazenic a vysazují je do původních vytěžených prostorů.
Japonští vědci zjistili, že pamodřín mj. obsahuje léčivé látky s antibakterálními účinky a látky zvlhčující pokožku. Doporučují využít jeho léčebných vlastností k léčbě nemoci kůže, hlavně atopické dermatitidy.

## Uspořádání jehličí

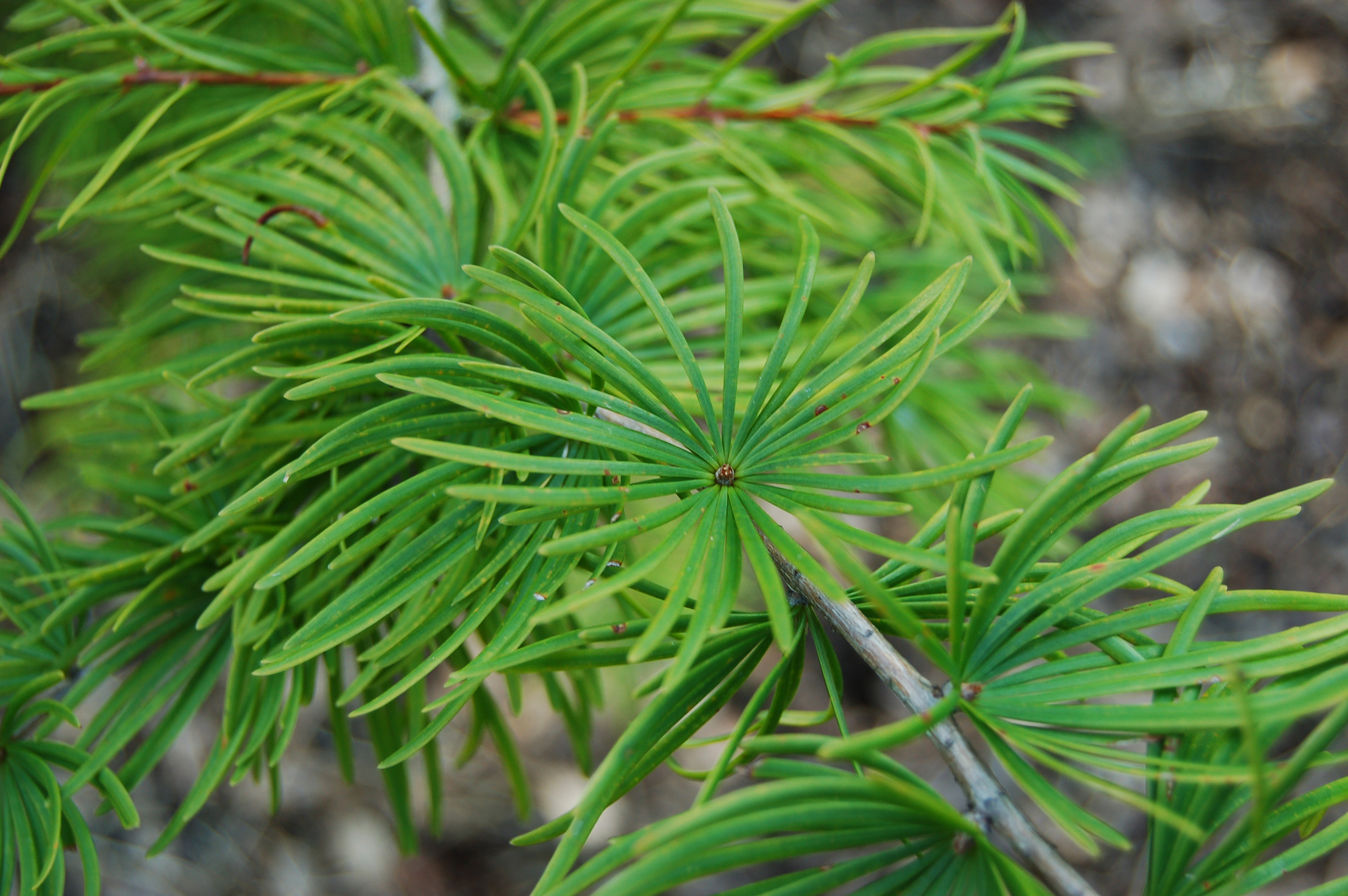
Jehličí v přeslenech na krátkých větvičkách
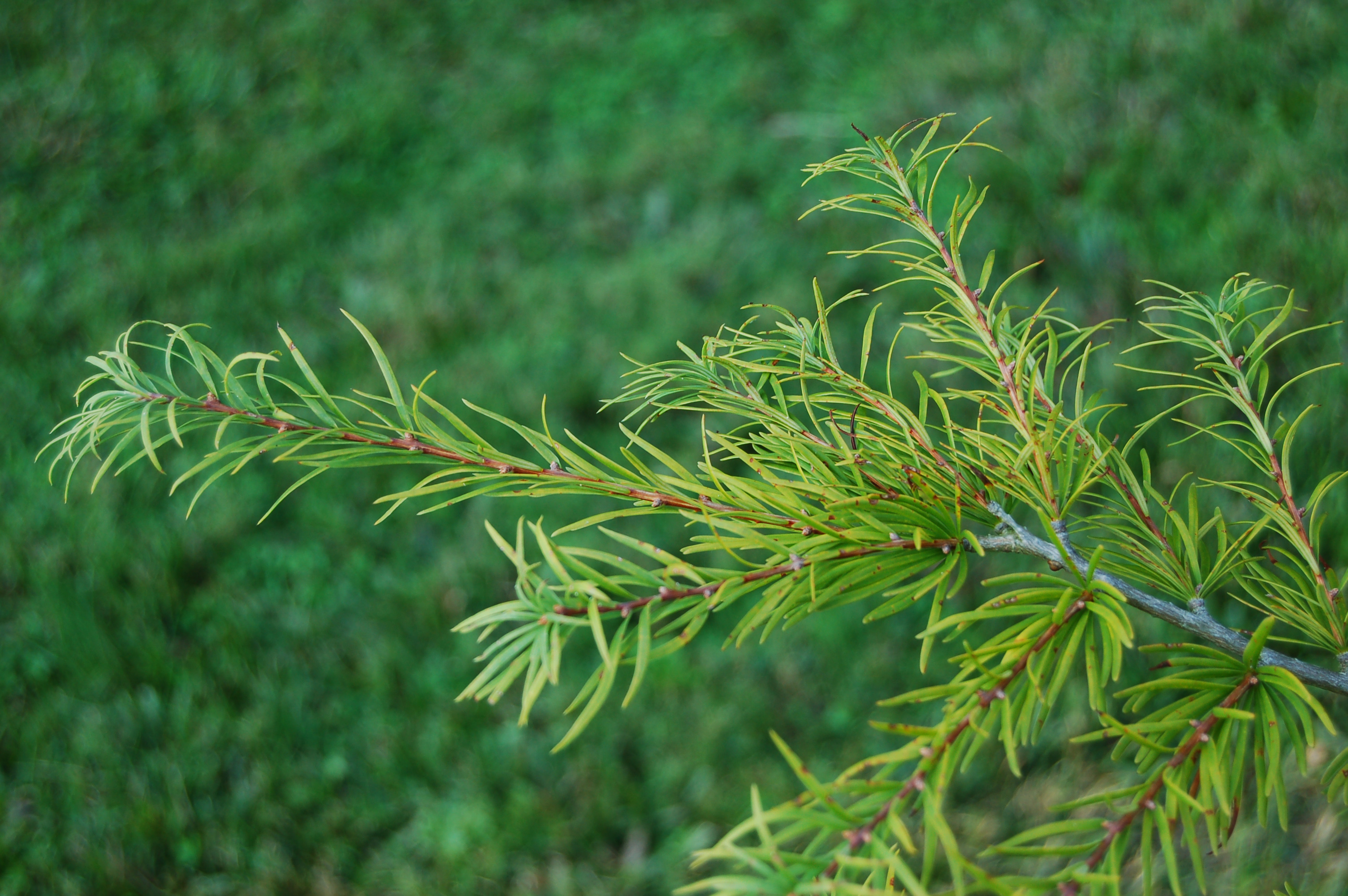
Jehličí ve spirálách na dlouhých větvičkách